# De Zuidlanden

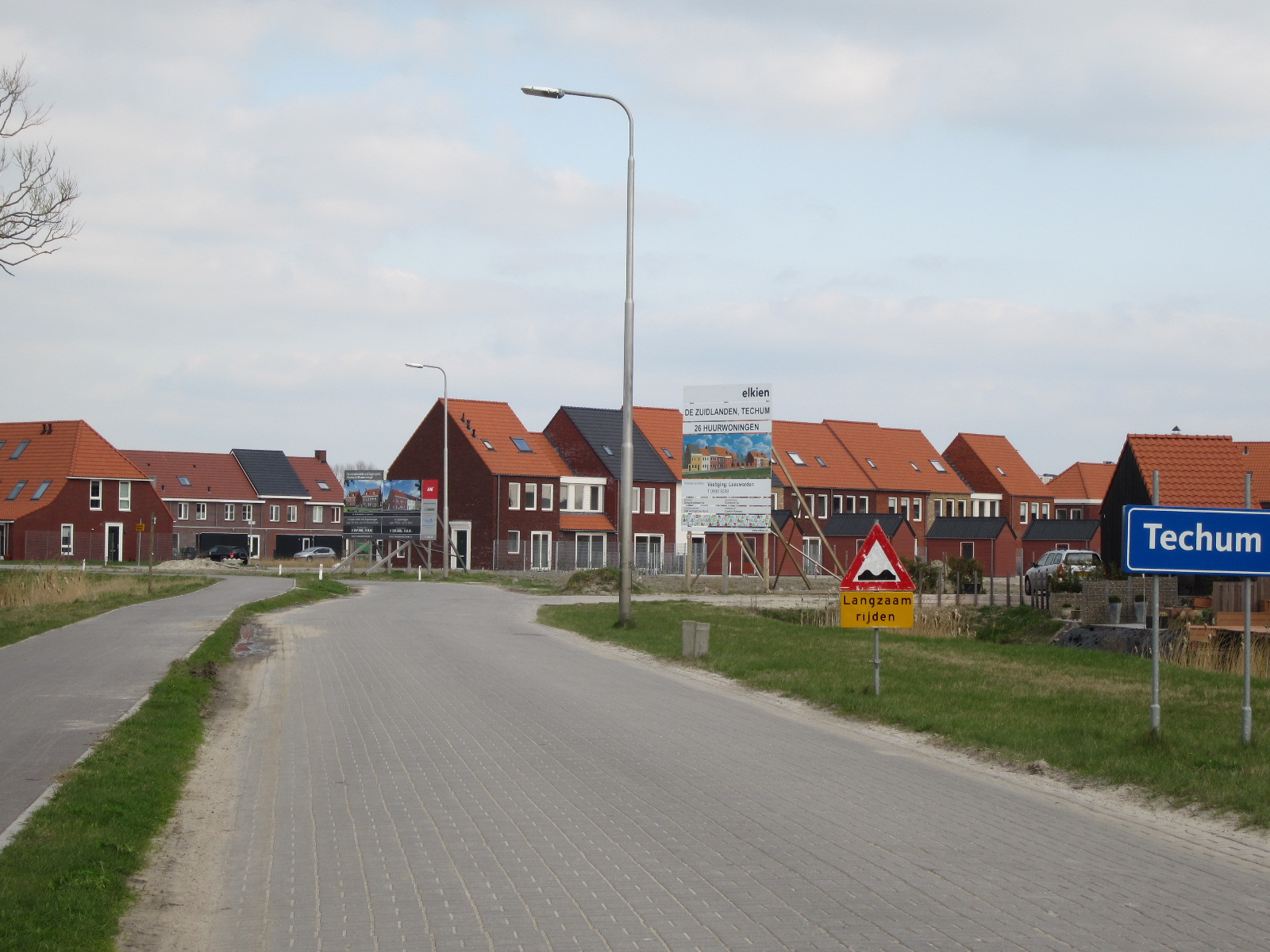
Techum

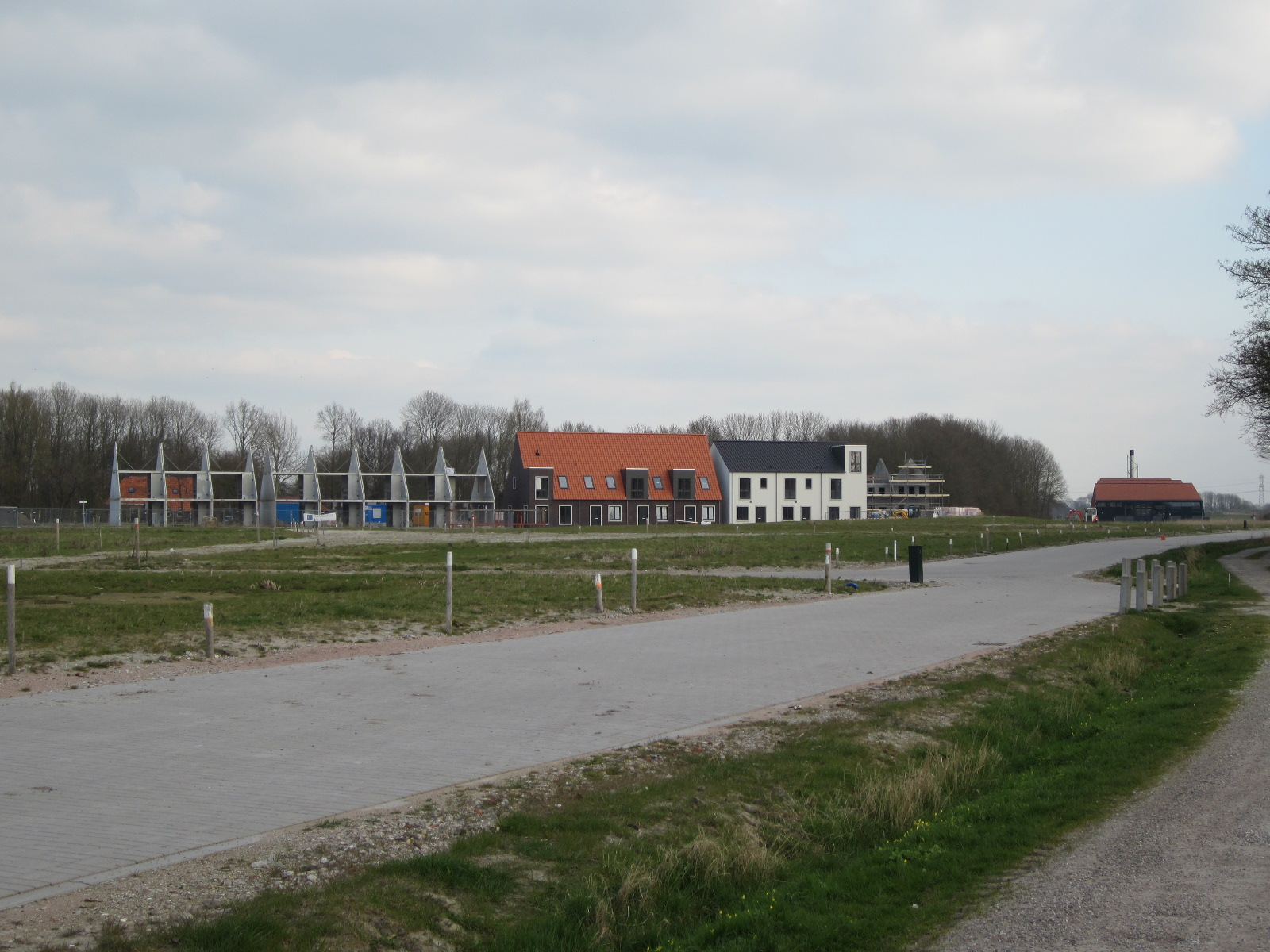
Jabikswoude

De Zuidlanden is een nieuwbouwwijk in Leeuwarden, hoofdstad van de Nederlandse provincie Friesland. De wijk is gelegen ten zuiden van het dorp Goutum, tussen de Overijsselselaan en de Drachtsterweg, begrensd in het zuiden door De Wâldwei.
In 2022 telt De Zuidlanden 3.800 inwoners.

## Buurten
De wijk bestaat uit de zes buurten:
- Techum
- Wiarda
- De Klamp
- Goutum-Súd
- Unia
- De Hem

Daarnaast is er een kantoorlocatie genaamd De Werp.
De bouw in Techum is in 2006 begonnen, het totale bouwplan voor de wijk loopt nog steeds en omvat ca. 6500 woningen.
Techum is vernoemd naar de monumentale boerderij "Techum", aan de rand van de gelijknamige terp (in de middeleeuwen genoemd Dacheim). De boerderij en de terp behouden hun agrarische karakter en worden beschouwd als waardevolle historische elementen in de nieuwe wijk, evenals de bestaande waterloop (Fries:) Het Alddjip. Het totale bouwplan van Techum omvat 450 woningen. De kern bestaat uit ca 250 woningen, in intieme straatjes (de bourren) en rond de Bleek. Deze woningen zijn inmiddels gebouwd. Aan weerszijden van het Het Alddjip komen nog eens 200 woningen met royale tuinen, gelegen langs enkele lanen.
Wiarda is vernoemd naar de voormalige Wiarda State en is gesitueerd tussen (Fries:) de Hounsdyk  (een voormalige dijk tussen Goutum en Warga) en de N358. Het bouwplan (start 2011) omvat ca. 300 woningen in een waterrijk gebied, met een aansluiting op de Wirdumervaart voor recreatievaartuigen.

## Energievoorziening
Duurzame energievoorziening in De Zuidlanden wordt deels verzorgd door Eco Zathe, een in 2009 geopende biogascentrale van Essent. Het biogas is afkomstig van de op ca. 5,5 km westelijk gelegen melkveeproefboerderij Nij Bosma Zathe en wordt aangevoerd middels een pijpleiding. Middels verbranding in de biogasmotor van de centrale wordt warmte (en elektriciteit) opgewekt. Het warme water wordt gedistribueerd via een ondergronds warmtenet naar de woningen. In de volksmond wordt het gebouw vanwege het bijzondere ontwerp het gordeldier genoemd.

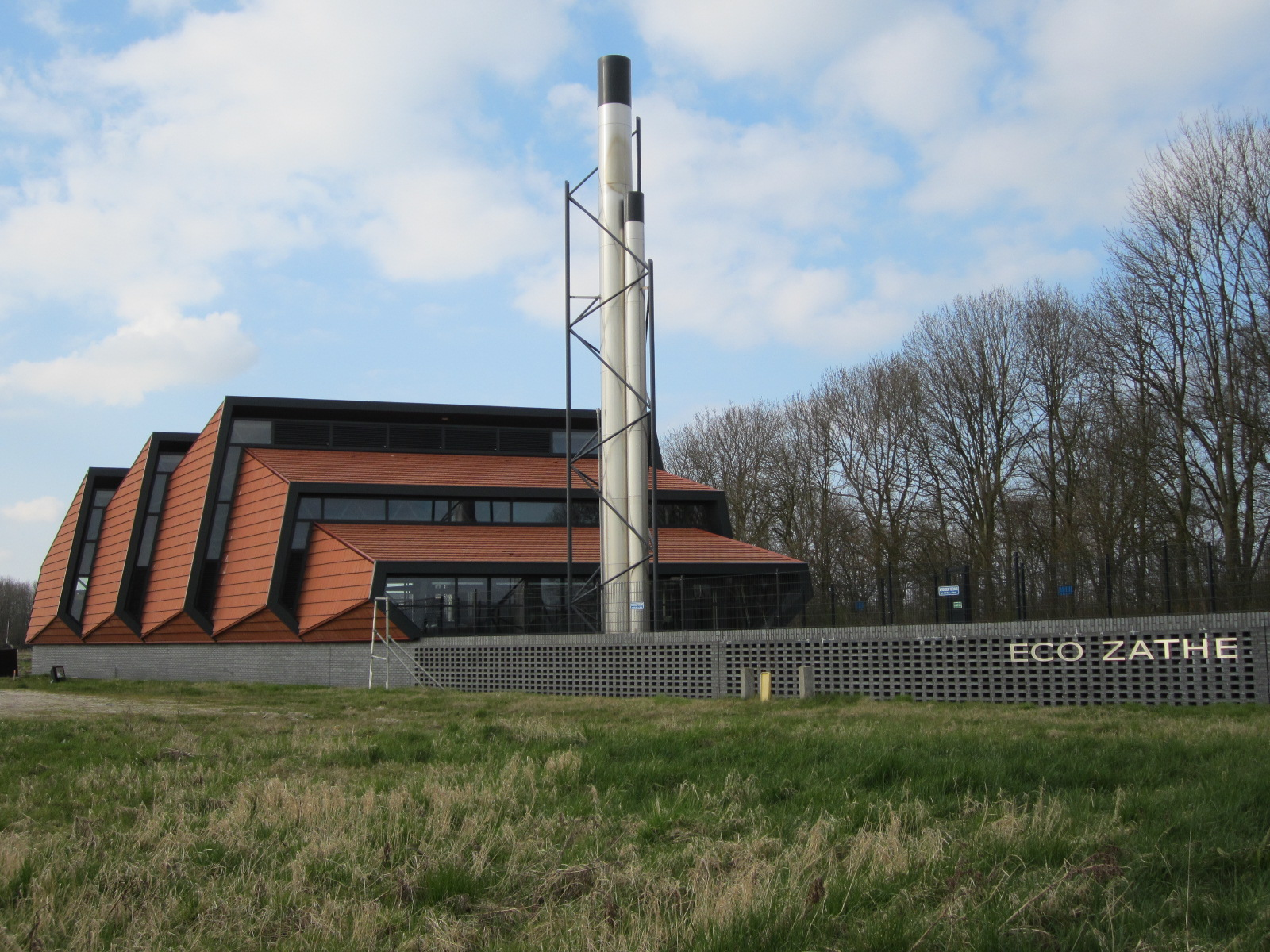
Eco Zathe

## Boerderij Techum

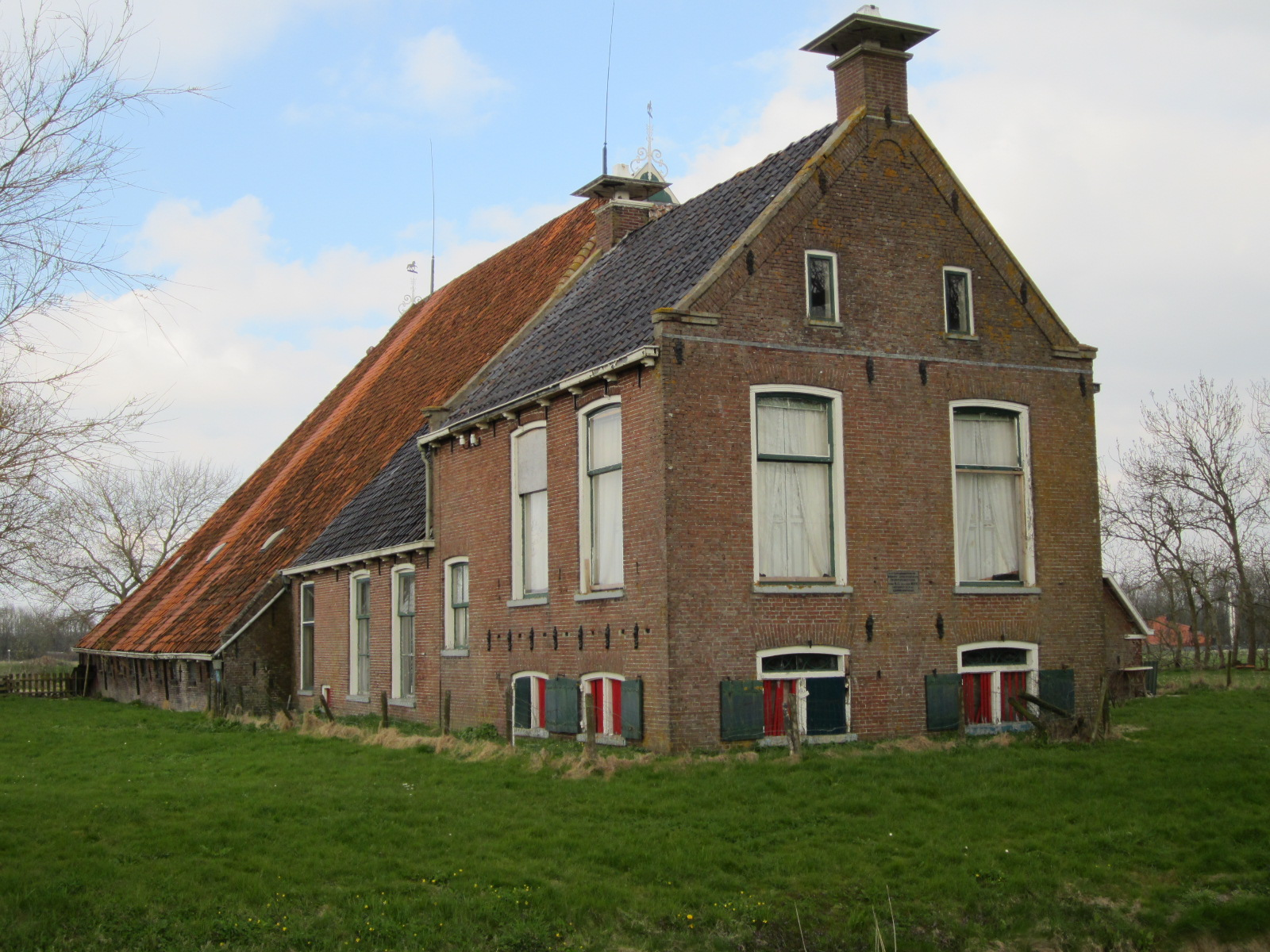

De monumentale kop-hals-rompboerderij Techum is gebouwd in 1870. De eerste steen is gelegd door K.G. van der Hem (opschrift gevelsteen). Techum (Dachem) was ook de naam van de gelijknamige terp. De vervallen boerderij is in 2011 door een adviesbureau aangekocht van de Gemeente Leeuwarden ten behoeve van restauratie en toekomstige vestiging.

## Wetenswaardigheden
- In het voorjaar 2015 werd gestart met de bouw van twee onderdoorgangen die in 2018 gereed kwamen die nodig zijn voor de realisatie van een treinstation voor De Zuidlanden: Leeuwarden Werpsterhoek. Gestreefd wordt naar opening in 2025.[2]
- Fries theatergezelschap Tryater voerde in 2010 een speciaal voor de wijk geschreven openluchtvoorstelling uit: Down South
- Schrijver Sjoerd Cuperus beschreef de historie van het gebied in het boek: De Zuidlanden, 2000 jaar rond het Alddjip